# Odznaka ZHP „Wdzięczności”
Odznaka ZHP „Wdzięczności” – wprowadzona rozkazem Naczelnictwa ZHP w dniu 9 czerwca 1921 (podczas Zlotu 10-lecia Harcerstwa we Lwowie), przyjmującym Regulamin odznak harcerskich.
Wręczana za szczególne zasługi oddane Związkowi Harcerstwa Polskiego. Miała postać swastyki oksydowanej ze złotą lilią. Wysokość oznaki wynosiła 3 cm.
Odznaka była wzorowana na brytyjskiej  Thanks Badge, wprowadzonej w 1908 i używanej w różnych formach do 1935. Wzór ten obowiązywał w wielu organizacjach skautowych całego świata, poza Wielką Brytanią m.in. we Francji, Estonii i Stanach Zjednoczonych. W latach 30. XX wieku został wszędzie zmieniony przez odwrócenie kierunku ramion ze względu na zawłaszczenie swastyki przez niemieckich narodowych socjalistów. 
Posiadający tę odznakę mógł żądać pomocy od każdego skauta, zaś skaut miał obowiązek zapytać się, jak może pomóc, i oddać honor.

## Odznaczeni
Odznaką ZHP „Wdzięczności” zostali odznaczeni m.in. Kazimierz Lutosławski, Olga Małkowska, Stanisław Sedlaczek i Tadeusz Strumiłło.